# Pybba af Mercia
Pybba (570?–606/615) (også Pibba, Wibba eller Wybba) var en tidlig konge over det angelsaksiske kongerige Mercia, der herskede i slutningen af 500-tallet og begyndelsen af 600-tallet. Han var søn af Creoda og far til Penda og Eowa. Oprindelsen af Pybba og Penda er sandsynligvis britisk-keltisk frem for germansk, hvilket er udsædvanligt.
Han bliver i nogle kongelister angivet til at være blevet født i 570, og han overtog tronen i 593 og døde enten i 606 eller 615. Der er dog ikke mange kilder til hans liv, og den Angelsaksiske Krønike nævner ham blot som far til Penda.
Ifølge Historia Brittonum havde Pybba 12 sønner. Cearl, en konge af Mercia, nævnes af Beda, og kan have været Pybbas efterfølger, men han forhold til Pybba er ukendt. Pybbas søn Penda blev senere konge; Krøniken angiver året for han regeringstids pegyndelse som 626, selvom Beda angiver, at han ikke herskede før slaget ved Hatfield Chase i 633.
Udover Penda og Eowa (som forfatteren til Historia Brittonum aniver som Pubas sønner), havde Pybba også en sø ved navn Coenwalh. Alle konger fra Penda indtil Ceolwulf, der blev afsat i 823, siges at nedstamme fra Pybba, enten igennem Penda, Eowa eller Coenwalh (muligvis med undtagelse af Beornrad, der herskede kortvarigt, og hvis baggrund er ukendt).
Pybba siges også at have haft en datter. Hun er ikke angivet med navn i nogen bevaret kilde, så blev hun muligvis gift med Cenwalh, konge af Wessex (648–674).